# Pusztamagyaród
Pusztamagyaród község Zala vármegyében, a Letenyei járásban, a Zalai-dombság területén, a Göcsejben.

## Fekvése
A Zalaegerszeg-Nagykanizsa-Letenye háromszögön belül fekszik, nem messze annak középpontjától; területén a Zalaegerszeg és Letenye térségét összekötő, Becsehely és Bak között húzódó 7536-os út halad végig.

## Története
Pusztamagyaród ősi település, mely valószínűleg már a kőkorszakban is lakott hely lehetett. A régi település a honfoglalás körüli időkben nem a mai helyén, hanem a mai falutól körülbelül 4 km-re volt található, amelynek központja egy templom és egy a pálos kolostor volt. 
A település nevét 1214-ben említették először Moghorod alakban. A település maihoz hasonló elnevezése 1720-ból maradt fenn, ekkor már Pusztamagyaródnak írták.
A törökök többször is feldúlták a falut; többek között 1576-ban, 1578-ban és 1582-ben szinte teljesen feldúlták, felégették. Kanizsa eleste után e helységet is bekapcsolták a végvárak láncolatába a kanizsán állomásozó törököktől való védelem céljából. Az őrség tagjainak palánkvárával a mai Rákóczi út helyén hoztak létre egy települést.
A falut a törökök a 17. században szintén többször megtámadták, ezért az itt élő jobbágyok - nyugalmuk biztosítása érdekében - adót fizettek nekik. A település az 1680-as években teljesen elpusztult, még 1714-ben is néptelen volt.
A felszabadító háborúk utáni első évtizedekben többen a helységre több nemesi család is igényt tartott:
1720 körül többek között a Perneszy, László, Balog, Csapody, Tulok családok voltak a fő birtokosai. 1728-ban 12 jobbágy és 16 zsellér lakott a községben, a területeket irtásföldekkel növelték.
1778 körül a Mária Terézia-féle urbárium idején egy egész telekhez 20 hold szántó, 8 szekér rét és féléves bormérési jog tartozott. A robotot négy marhával teljesítették, a kilencedet termésben adták. 1778-ban 590 lakos élt a településen, s ugyanekkor a szombathelyi püspökség fennhatósága alá került az egyház.
1836-ban az összlakosság 638 fő, többségük római katolikus vallású. A falu fontos jövedelemforrása volt a szőlészet-borászat, mely későbbi jómódjuk alapját is képezte. 
Az 1848–49-es forradalom és szabadságharcban a feljegyzések szerint a faluból négyen vettek részt: Cziráki Ferenc, Ludasi József, Németh Ferenc, Püspöky Grácián, aki Budavár visszafoglalásánál elsőnek rohant a vár falaira és tűzte fel a nemzeti lobogót. E tettéért a szabadságharc után súlyos börtönbüntetést kapott, birtokát elkobozták.
1867-ben a kiegyezés után a településen körjegyzőség működött, első tisztségviselője Simon mester volt. A falu népessége 1890-re elérte az 1152 főt. 
1919-ben a községben direktórium alakult meg, tagjai: Busa József, Szabó Imre, Tóth János, Istiván Pál voltak.
1945. április 8.-án megalakult földkiosztó bizottság tgjai: Pete János, Számpli Mihály, Karakai István, Karakai János voltak. 55 gazda kapott földet és hozzá birtoklevelet. 
1948-ban alakult meg a tsz, 1959-től pedig termelőszövetkezeti község lett Pusztamagyaród.
1948-ban 8 osztályos iskoláját államosították, ekkor 4 tanító 174 diákot oktatott itt. Hat évvel később óvodát és további tantermeket létesítettek. Ebben a két intézményben folyt a gyermekek nevelése, tanítása egészen 2001-ig.
Az 1950-es évektől a faluban kultúrotthon, mozi, könyvtár alakult, szolgálva a művelődni, szórakozni vágyó embereket, ez évben alakult meg a Községi Közös Tanács is, első elnöke Busa József lett.

## Közélete

### Polgármesterei
- 1990–1994: Gyurkó Antal (független)[3]
- 1994–1998: Gyurkó Antal (független)[4]
- 1998–2002: Kovács Károlyné (független)[5]
- 2002–2006: Kovács Károlyné (független)[6]
- 2006–2010: Kovács Károlyné (független)[7]
- 2010–2014: Kovács Károlyné (független)[8]
- 2014–2019: Kovács Károlyné (független)[9]
- 2019–2024: Balázs Henriett (független)[10]
- 2024– : Balázs Henriett (független)[1]

## Népesség
A település népességének változása:
| Lakosok száma | 576  | 552  | 549  | 517  | 515  | 527  | 525  |
|               | 2013 | 2014 | 2015 | 2021 | 2022 | 2023 | 2024 |

A 2011-es népszámlálás idején a nemzetiségi megoszlás a következő volt: magyar 86,8%, cigány 11,5%, német 1,3%. A lakosok 83,5%-a római katolikusnak, 3,4% reformátusnak, 0,84% evangélikusnak, 1,5% felekezeten kívülinek vallotta magát (10,6% nem nyilatkozott).
2022-ben a lakosság 94,2%-a vallotta magát magyarnak, 2,9% cigánynak, 2,1% németnek, 0,2% szlováknak, 1,7% egyéb, nem hazai nemzetiségűnek (5% nem nyilatkozott; a kettős identitások miatt a végösszeg nagyobb lehet 100%-nál). Vallásuk szerint 69,3% volt római katolikus, 2,5% református, 0,8% evangélikus, 0,2% egyéb keresztény, 0,8% egyéb katolikus, 5,4% felekezeten kívüli (21% nem válaszolt).

## Nevezetességei
- Római katolikus temploma - Keresztelő Szent János tiszteletére lett szentelve, 1974-ben renoválták. A templom egy tornyos, háromszög oromzatos műemlék jellegű épület. A mai templom 1830 táján lett teljesen kész. 1924-ben a fazsindelyt palára cserélték, 1939-ben a belsejét, majd 1964-ben a külsejét újították fel.

- Szent Flórián temetőkápolna A 18. század első felében létesült famennyezetes kis építmény, 1778-ra már romossá vált.

## Híres emberek
- Csesznák Benő (1845-1909) altábornagy, katonatiszt, a Ludovika Akadémia parancsnoka (1895-1899).[13]
- Nagy István (1882–1951) földbirtokos, zalai helyi politikus, országgyűlési képviselő itt született és haláláig itt élt.

## Külső hivatkozások
- A település hivatalos honlapja